# スミスフィールド・フーズ
スミスフィールド・フーズ（Smithfield Foods, Inc.）は、アメリカ合衆国バージニア州スミスフィールドに本社を置く豚肉生産、食肉処理企業である。現在は中国の万洲国際（WHグループ）の完全子会社。マクドナルドなどファストフードチェーンにも食材を供給している。

## 動物福祉
米国の巨大な豚肉生産者である同社は、2022 年までに母豚の妊娠ストール廃止を約束するも、2022年時点で 64% で妊娠ストールを使用している。

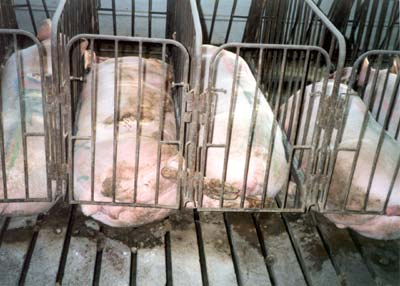
Sows used for breeding are confined in 7 ft x 2 ft gestation crates.

## 略史
- 1936年、ジョゼフ・W・ルーター・シニア (Joseph W. Luter Sr) とその息子のジョゼフ・W・ルーター・ジュニア (Joseph W. Luter Jr) により、スミスフィールド・パッキング・カンパニー（英語版） (Smithfield Packing Company) として創業。
- 1962年、孫のジョゼフ・W・ルーター3世（英語版） (Joseph W. Luter III) が参加。
- 1975年、ジョゼフ・W・ルーター3世が会長、CEOに就任。
- 1981年、Gwaltney 社買収。
- 1984年、パトリック・カダヒー（英語版） (Patrick Cudahy) 社買収。
- 1986年、Schluderberg-Kurdle 社買収。
- 1992年、ノース・カロライナ州ターヒール（英語版） (Tar Heel) に世界最大の食肉処理施設開設。
- 1995年、John Morrell & Co 社買収。
- 1998年、Circle Four Farms 社買収。
- 1999年、Carroll's Foods 社買収。
- 2000年、Murphy Farms 社買収。
- 2003年、ファームランド・フーズ（英語版） (Farmland Industries) 社買収。
- 2005年、ISO 14001 取得[4]。
- 2007年、Sara Lee's European Meats 社、 ConAgra Foods 社、Butterball 社、プレミアム・スタンダード・ファームズ（英語版） (Premium Standard Farms) 社買収[5]。
- 2013年9月、対米外国投資委員会が中国食肉大手の双匯国際控股（現:万洲国際有限公司（WHグループ）による47億ドルの買収計画を承認[6]。
- 2020年4月、サウスダコタ州スーフォールズの施設従業員が次々と2019新型コロナウイルスに感染。同月12日、会社側は施設の閉鎖を発表した[7]。